# Komjáthi László
Komjáthi László (Debrecen, 1975. július 8. –) 1996 és 2012 között profi ökölvívó. Becenevén Szikla. Jelenleg Hajdúhadházon él.

## Karrierje
1996-ban kezdte meg profi karrierjét, a leghíresebb bokszolókkal is ringbe szállt, köztük Amir Khannal is. 2008-ban Petrovics János ellen megnyerte a magyar bajnoki címet. 2012-ben visszavonult. Rekordjai: 82 mérkőzés, 457 menet, 43 KO, 18.6%, 41 technikai KO.

## Magánélete
Van egy felesége Márti és egy közös lányuk.

## Sérülései
Egy ütésnél a hüvelykujja végén található csont elmozdult a helyéről, több alkalommal eltört az orra, és felszakadt a szemöldöke, de maradandó sérülést nem szerzett.

## Ellenfelei
- Amir Khan
- Petrovics János
- Marcos Maidana
- Bognár László
- Brunet Zamora
- Techeres Ion Alexandru
- Levan Ghvamichava